# Faina, Goiás
Faina este un oraș în Goiás (GO), Brazilia

## Economie
Principalele activități economice sunt creșterea vacilor și agricultura.

## Turism
Există mai multe cascade, una dintre care se numește Cachoeira das Três Quedas, cu o înălțime de 50 de metri. Mai există și o peșteră la 120 de metri adâncime, în care se găsesc stalactite și stalagmite.